# MMC (телеканал)
MMC («Эм-эм-си́»; полное наименование Mesopotamia Music Channel) — курдский спутниковый телеканал, вещающий из Дании.
MMC является музыкальным каналом, содержание которого представляет собой ротацию музыкальных видеоклипов.